# Lekkoatletyka na Igrzyskach Azjatyckich 2018
Lekkoatletyka na Igrzyskach Azjatyckich 2018 – jedna z dyscyplin rozgrywana podczas igrzysk azjatyckich w Dżakarcie i Palembangu. Zawody odbyły w dniach 25 – 30 sierpnia na Stadionie Gelory Bungi Karno w stolicy Indonezji. Do rywalizacji w czterdziestu ośmiu konkurencjach przystąpiło 800 zawodników z 42 państw.

## Uczestnicy
W zawodach wzięło udział 800 zawodników z 42 państw.
| Reprezentacja                | Liczba zawodników |
| ---------------------------- | ----------------- |
| Afganistan                   | 2                 |
| Arabia Saudyjska             | 17                |
| Bahrajn                      | 37                |
| Bangladesz                   | 2                 |
| Brunei                       | 2                 |
| Chiny                        | 82                |
| Chińskie Tajpej              | 31                |
| Filipiny                     | 13                |
| Hongkong                     | 24                |
| Indie                        | 52                |
| Indonezja                    | 59                |
| Irak                         | 14                |
| Iran                         | 12                |
| Japonia                      | 58                |
| Jemen                        | 6                 |
| Jordania                     | 1                 |
| Kambodża                     | 6                 |
| Katar                        | 31                |
| Kazachstan                   | 38                |
| Kirgistan                    | 17                |
| Korea Południowa             | 40                |
| Korea Północna               | 8                 |
| Kuwejt                       | 2                 |
| Laos                         | 4                 |
| Liban                        | 2                 |
| Makau                        | 4                 |
| Malediwy                     | 13                |
| Malezja                      | 15                |
| Mongolia                     | 13                |
| Nepal                        | 6                 |
| Oman                         | 17                |
| Pakistan                     | 20                |
| Palestyna                    | 6                 |
| Singapur                     | 8                 |
| Sri Lanka                    | 14                |
| Syria                        | 1                 |
| Tadżykistan                  | 6                 |
| Tajlandia                    | 60                |
| Timor Wschodni               | 7                 |
| Turkmenistan                 | 1                 |
| Uzbekistan                   | 17                |
| Wietnam                      | 22                |
| Zjednoczone Emiraty Arabskie | 10                |
| 42 reprezentacji             | 800               |

## Medaliści
| Konkurencja           | Złoto                                                                                                | Srebro | Brąz                                                                                                  |           |
| Mężczyźni             | Mężczyźni                                                                                            | Mężczyźni | Mężczyźni                                                                                             | Mężczyźni |
| --------------------- | --- | --- | --- | --------- |
| 100 m                 | Su Bingtian                                                                                          | Tosin Ogunode | Ryōta Yamagata                                                                                        | [ 3 ]     |
| 200 m                 | Yuki Koike                                                                                           | Yang Chun-han | Yaqoob Yaqoob                                                                                         | [ 4 ]     |
| 400 m                 | Abdalelah Hassan                                                                                     | Muhammed Anas Yahiya | Ali Khamis                                                                                            | [ 5 ]     |
| 800 m                 | Manjit Singh                                                                                         | Jinson Johnson | Abubaker Abdalla                                                                                      | [ 6 ]     |
| 1500 m                | Jinson Johnson                                                                                       | Amir Moradi | Mohammed Tiouali                                                                                      | [ 7 ]     |
| 5000 m                | Birhanu Balew                                                                                        | Albert Rop | Tariq Ahmed Al-Amri                                                                                   | [ 8 ]     |
| 10 000 m              | Hassan Chani                                                                                         | Abraham Cheroben | Zhao Changhong                                                                                        | [ 9 ]     |
| Maraton               | Hiroto Inoue                                                                                         | Elhassan Elabbassi | Duo Bujie                                                                                             | [ 10 ]    |
| 3000 m z przeszkodami | Hossein Keyhani                                                                                      | Yaser Bagharab | Kazuya Shiojiri                                                                                       | [ 11 ]    |
| 110 m przez płotki    | Xie Wenjun                                                                                           | Chen Kuei-ru | Shunya Takayama                                                                                       | [ 12 ]    |
| 400 m przez płotki    | Abderrahaman Samba                                                                                   | Dharun Ayyasamy | Takatoshi Abe                                                                                         | [ 13 ]    |
| Skok wzwyż            | Wang Yu                                                                                              | Woo Sang-hyeok | Majd Eddin Ghzal                                                                                      | [ 14 ]    |
| Skok wzwyż            | Wang Yu                                                                                              | Woo Sang-hyeok | Naoto Tobe                                                                                            | [ 14 ]    |
| Skok o tyczce         | Seito Yamamoto                                                                                       | Yao Jie | Patsapong Amsam Ang                                                                                   | [ 15 ]    |
| Skok w dal            | Wang Jianan                                                                                          | Zhang Yaoguang | Sapwaturrahman                                                                                        | [ 16 ]    |
| Trójskok              | Arpinder Singh                                                                                       | Ruslan Kurbanov | Cao Shuo                                                                                              | [ 17 ]    |
| Pchnięcie kulą        | Tajinderpal Singh Toor                                                                               | Liu Yang | Iwan Iwanow                                                                                           | [ 18 ]    |
| Rzut dyskiem          | Ehsan Hadadi                                                                                         | Mustafa Kadhim Dagher Al-Saamah | Eissa Zankawi                                                                                         | [ 19 ]    |
| Rzut młotem           | Ashraf El-Seify                                                                                      | Dilszod Nazarow | Suhrob Khodjaev                                                                                       | [ 20 ]    |
| Rzut oszczepem        | Neeraj Chopra                                                                                        | Liu Qizhen | Arshad Nadeem                                                                                         | [ 21 ]    |
| Dziesięciobój         | Keisuke Ushiro                                                                                       | Sutthisak Singkhon | Akihiko Nakamura                                                                                      | [ 22 ]    |
| Chód na 20 km         | Wang Kaihua                                                                                          | Toshikazu Yamanishi | Jin Xiangqian                                                                                         | [ 23 ]    |
| Chód na 50 km         | Hayato Katsuki                                                                                       | Wang Qin | Joo Hyun-myeong                                                                                       | [ 24 ]    |
| Sztafeta 4×100 m      | Japonia · Aska Antonio Cambridge · Yoshihide Kiryū · Shūhei Tada · Ryōta Yamagata                    | Indonezja · Fadlin · Bayu Kertanegara · Eko Rimbawan · Lalu Muhammad Zohri                                                           | Chiny · Mi Hong · Su Bingtian · Xu Haiyang · Xu Zhouzheng                                             | [ 25 ]    |
| Sztafeta 4×400 m      | Katar · Mohamed Abbas · Abdalelah Hassan · Mohamed Mohamed · Abderrahaman Samba                      | Indie · Arokia Rajiv · Dharun Ayyasamy · Jithu Baby · Jeevan Karekoppa Suresh · Kunhu Muhammed Puthanpurakkal · Muhammed Anas Yahiya | Japonia · Takatoshi Abe · Shōta Iizuka · Shō Kawamoto · Jun Kimura · Yuki Koike · Julian Jrummi Walsh | [ 26 ]    |
| kobiety               | | | |           |
| 100 m                 | Edidiong Odiong                                                                                      | Dutee Chand | Wei Yongli                                                                                            | [ 27 ]    |
| 200 m                 | Edidiong Odiong                                                                                      | Dutee Chand | Wei Yongli                                                                                            | [ 28 ]    |
| 400 m                 | Salwa Naser                                                                                          | Hima Das | Elina Michina                                                                                         | [ 29 ]    |
| 800 m                 | Wang Chunyu                                                                                          | Margarita Mukaszewa | Manal El-Bahraoui                                                                                     | [ 30 ]    |
| 1500 m                | Kalkidan Befkadu                                                                                     | Tigist Gashaw | Chithra Palakeezh Unnikrishnan                                                                        | [ 31 ]    |
| 5000 m                | Kalkidan Befkadu                                                                                     | Darja Masłowa | Bontu Rebitu                                                                                          | [ 32 ]    |
| 10 000 m              | Darja Masłowa                                                                                        | Eunice Chumba | Zhang Deshun                                                                                          | [ 33 ]    |
| Maraton               | Rose Chelimo                                                                                         | Keiko Nogami | Kim Hye-song                                                                                          | [ 34 ]    |
| 3000 m z przeszkodami | Winfred Yavi                                                                                         | Sudha Singh | Nguyễn Thị Oanh                                                                                       | [ 35 ]    |
| 100 m przez płotki    | Jung Hye-lim                                                                                         | Emilia Nova | Lui Lai Yiu                                                                                           | [ 36 ]    |
| 400 m przez płotki    | Oluwakemi Adekoya                                                                                    | Quách Thị Lan | Aminat Jamal                                                                                          | [ 37 ]    |
| Skok wzwyż            | Svetlana Radzivil                                                                                    | Nadiya Dusanova | Nadieżda Dubowicka                                                                                    | [ 38 ]    |
| Skok o tyczce         | Li Ling                                                                                              | Chayanisa Chomchuendee | Lim Eun-ji                                                                                            | [ 39 ]    |
| Skok w dal            | Bùi Thị Thu Thảo                                                                                     | Neena Varakil | Xu Xiaoling                                                                                           | [ 40 ]    |
| Pchnięcie kulą        | Gong Lijiao                                                                                          | Gao Yang | Noora Jasim                                                                                           | [ 41 ]    |
| Trójskok              | Olga Rypakowa                                                                                        | Parinya Chuaimaroeng | Vũ Thị Mến                                                                                            | [ 42 ]    |
| Rzut dyskiem          | Chen Yang                                                                                            | Feng Bin | Seema Punia                                                                                           | [ 43 ]    |
| Rzut młotem           | Luo Na                                                                                               | Wang Zheng | Hitomi Katsuyama                                                                                      | [ 44 ]    |
| Rzut oszczepem        | Liu Shiying                                                                                          | Lü Huihui | Gim Gyeong-ae                                                                                         | [ 45 ]    |
| Siedmiobój            | Swapna Barman                                                                                        | Wang Qingling | Yuki Yamasaki                                                                                         | [ 46 ]    |
| Chód na 20 km         | Yang Jiayu                                                                                           | Qieyang Shijie | Kumiko Okada                                                                                          | [ 47 ]    |
| Sztafeta 4×100 m      | Bahrajn · Hajar Al-Khaldi · Iman Essa · Salwa Naser · Edidiong Odiong                                | Chiny · Ge Manqi · Huang Gufei · Kong Lingwei · Liang Xiaojing · Wei Yongli · Yuan Qiqi                                              | Kazachstan · Swietłana Gołendowa · Elina Michina · Olga Safronowa · Wiktorija Ziabkina                | [ 48 ]    |
| Sztafeta 4×400 m      | Indie · Hima Das · Saritaben Laxmanbhai Gayakwad · Poovamma Raju Machettira · Vismaya Velluva Koroth | Bahrajn · Iman Essa · Aminat Jamal · Salwa Naser · Edidiong Odiong                                                                   | Wietnam · Hoàng Thị Ngọc · Nguyễn Thị Hằng · Nguyễn Thị Oanh · Quách Thị Lan                          | [ 49 ]    |
| Mikst                 | | | |           |
| Sztafeta 4×400 m      | Bahrajn · Abbas Abbas · Oluwakemi Adekoya · Ali Khamis · Salwa Naser                                 | Indie · Arokia Rajiv · Hima Das · Poovamma Raju Machettira · Muhammed Anas Yahiya                                                    | Kazachstan · Swietłana Gołendowa · Dmitrij Kobłow · Michaił Litwin · Elina Michina                    | [ 50 ]    |

## Tabela medalowa
| Pozycja | Reprezentacja    | Złoto | Srebro | Brąz | Razem |
| ------- | ---------------- | ----- | ------ | ---- | ----- |
| 1.      | Chiny            | 12    | 12     | 9    | 33    |
| 2.      | Bahrajn          | 12    | 6      | 7    | 25    |
| 3.      | Indie            | 7     | 10     | 2    | 19    |
| 4.      | Japonia          | 6     | 2      | 10   | 18    |
| 5.      | Katar            | 4     | 2      | 1    | 7     |
| 6.      | Iran             | 2     | 1      | 0    | 3     |
| 7.      | Uzbekistan       | 1     | 2      | 1    | 4     |
| 8.      | Kazachstan       | 1     | 1      | 5    | 7     |
| 9.      | Korea Południowa | 1     | 1      | 3    | 5     |
| 9.      | Wietnam          | 1     | 1      | 3    | 5     |
| 11.     | Kirgistan        | 1     | 1      | 0    | 2     |
| 12.     | Tajlandia        | 0     | 3      | 1    | 4     |
| 13.     | Indonezja        | 0     | 2      | 1    | 3     |
| 14.     | Chińskie Tajpej  | 0     | 2      | 0    | 2     |
| 15.     | Irak             | 0     | 1      | 0    | 1     |
| 15.     | Tadżykistan      | 0     | 1      | 0    | 1     |
| 17.     | Arabia Saudyjska | 0     | 0      | 1    | 1     |
| 17.     | Hongkong         | 0     | 0      | 1    | 1     |
| 17.     | Korea Północna   | 0     | 0      | 1    | 1     |
| 17.     | Kuwejt           | 0     | 0      | 1    | 1     |
| 17.     | Pakistan         | 0     | 0      | 1    | 1     |
| 17.     | Syria            | 0     | 0      | 1    | 1     |
| Razem   | Razem            | 48    | 48     | 49   | 145   |